# دوينة
قرية دوينة هي إحدى القرى التابعة لمركز أبو تيج في محافظة أسيوط في جمهورية مصر العربية. حسب إحصاءات سنة 2006، بلغ إجمالي السكان في دوينة 34126 نسمة، منهم 17639 رجل و16487 امرأة.